# Rolando Chaparro
Rolando Chaparro (Asunción, 2 de agosto de 1965) es un cantautor, músico y guitarrista paraguayo, de destacada trayectoria, tanto en el folklore paraguayo, como en el rock y el pop del mismo país. Hijo de Rolando Chaparro, fotógrafo profesional, y de Celia María Benítez, actriz.

## Primeros pasos
Desde muy temprana edad se interesó en la música y a la edad de nueve años hizo de la guitarra su principal instrumento. Estudió guitarra con Rudy Heyn y se adentró al mundo del jazz con Carlos Schvartzman, con quien estudió cuatro años. Formó luego con el mismo Carlos Schvartzman, Remigio Pereira y Mario Rodríguez un cuarteto de música experimental de tendencias bluesticas.

## Trayectoria
En 1984 formó un grupo con Berta Rojas y Carlos Noguera. 
En 1985 integró “Síntesis”, un grupo de jazz-fusión y proyección folklórica, presentándose en distintos lugares de Asunción.
Entre 1987 y 1991 trabajó junto a Ñamandu (Alejandrino “Chondi” Paredes y Ricardo Flecha), trío de tendencia folklórica con el que realizó giras y grabaciones discográficas por varios países de América Latina.
En 1991 regresó nuevamente a Síntesis, esta vez con nuevos integrantes. Formó parte, paralelamente, de la banda de jazz-fusión y proyección folklórica del saxofonista William “Palito” Miranda con la que se presentó en festivales internacionales de Posadas, Argentina; Viña del Mar, Chile y São Paulo, Brasil.
En mayo de 1994 se presentó con Síntesis en el Memorial de América Latina de São Paulo y en Buenos Aires. A finales de ese mismo año decidió cerrar el ciclo de Síntesis para formar su nuevo grupo “Krhizya”, de tendencia roquera.
Con Krhizya, graba un disco en el cual se encuentra un tema clásico de la música folklórica paraguaya, “Reservista purajhei”, pero en una versión blusera nunca antes realizada por nadie. De esta manera Rolando Chaparro marcaría un hito en lo que se refiere a versiones de música popular paraguaya fusionada al rock.
Como compositor, es uno de los más destacados creadores de la segunda generación, dentro del Nuevo Cancionero Popular Paraguayo, y de alrededor de un centenar de obras de diversos géneros que incluyen jazz-fusión, proyección folklórica, música para teatro, “jingles” comerciales, músicas para cortometrajes y largometrajes, para miniseries televisivas, de videos y de entretenimiento.
También realizó proyectos en carácter de solista, como por ejemplo “Guitarreros”, junto a Efrén Echeverría, Juan Cancio Barreto y Barni Chaparro, presentándose en varios teatros de Asunción y el interior de Paraguay.
Realizó un concierto con el arpista César Cataldo, obteniendo muy buena crítica de la prensa.
Se presentó junto con la Orquesta Sinfónica de la Ciudad de Asunción, en importantes conciertos que, debido a su gran éxito, lo llevó a la grabación de dos discos. 
Participó en la banda sonora del largometraje paraguayo “Miramenometokéi”, con una canción de su autoría, “Espinas del alma”, y con una versión del clásico de la música popular paraguaya “Soy algo fácil de olvidar”.
Fue galardonado en varias ocasiones por el programa radial La Bengala Perdida.
Otro evento importante fue la Presentación en el Pilsen Rock vol II, en el Jockey Club de Asunción en mayo de 2005 ante 70.000 personas. Lo repite en la Tercera Edición en octubre del mismo año, compartiendo escenario con grandes artistas del Rock Paraguayo y de los países vecinos, con muy buena repercusión.

## Obras
Discografía: todos incluyen obras suyas
| Año  | Discografía                                  |
| ---- | -------------------------------------------- |
| 1988 | Polcaza (Ñamandu)                            |
| 1991 | Lo que somos (Ñamandu)                       |
| 1991 | Un misil en mi ventana (Ñamandu)             |
| 1992 | Hagali (Síntesis)                            |
| 1993 | Conexión (Síntesis)                          |
| 1994 | Polca Blues (con el grupo de Palito Miranda) |
| 1997 | Pasaje al más acá (Krhizya)                  |

Rolando Chaparro se presentó en giras por países como México, Perú, Uruguay, Chile, Brasil, Argentina, entre otros, en distintas ocasiones y con diferentes propuestas musicales.
Actualmente se desempeña como docente en el Conservatorio Nacional de Asunción.
Se lo considera quizás el más dúctil instrumentista en la nueva generación de músicos del Paraguay.

### Entre sus temas más difundidos se encuentran
| Año  | Temas más difundidos                        |
| ---- | ------------------------------------------- |
| 1985 | Simple canción urbana                       |
| 1986 | Perfil anatómico de un especialista en judo |
| 1988 | Lo que somos                                |
| 1988 | Krizia                                      |
| 1989 | Polcaza                                     |
| 1989 | Polcarera de los lobos                      |
| 1991 | Un misil en mi ventana                      |
| 1991 | Ojavea                                      |
| 1991 | Una historia más de amor                    |
| 1991 | Así nomás                                   |
| 1992 | Hagali                                      |
| 1992 | Avísame                                     |
| 1992 | Poco antes                                  |
| 1992 | Este es para vos                            |
| 1993 | Conexión                                    |
| 1993 | Sin vos                                     |
| 1994 | Como sabias                                 |
| 1994 | Un poco de río, entre otras                 |